# Auletta
Auletta — немецкая инди-рок музыкальная группа. Была названа по имени итальянского городка Аулетта, расположенного в Кампанье.

## История группы
Коллектив был образован в 2005 году. В 2007 году они выиграли Rockbuster. Через 2 года 26 июня 2009 года был выпущен первый студийный музыкальный альбом — «Pöbelei & Poesie», одна песня из которого (Meine Stadt) включена в треклист компьютерной игры FIFA 10.
В октябре 2018 года группа вернулась в социальные сети и объявила о намерении выпустить и выпустить третий альбом в собственном режиме. Финансирование было начато через Crowdfunding и успешно поставлено на ноги. 

## Дискография
К настоящему моменту группа записала 2 альбома и 5 синглов:
| Дата             | Тип выпуска | Название             |
| ---------------- | ----------- | -------------------- |
| 2007             | EP          | Heimatmelodien       |
| 8 мая 2009       | сингл       | Meine Stadt          |
| 19 июня 2009     | сингл       | Ein Engel Kein König |
| 26 июня 2009     | альбом      | Pöbelei & Poesie     |
| 8 февраля 2010   | сингл       | Pöbelei & Poesie     |
| 24 сентября 2010 | сингл       | Sommerdiebe          |
| 12 августа 2011  | альбом      | Make Love Work       |
| 2011             | Single      | Make Love Work       |
| 12 апреля 2019   | альбом      | Auletta              |